# Kindertotenlieder
Kindertotenlieder är en sångcykel i fem delar komponerad 1901–1904 av Gustav Mahler och uruppförd 1905 i Wien, skriven för en röst och orkester till texter av Friedrich Rückerts dikter Sånger över döda barn.

## Ljudexempel
| Gustav Mahler, Kindertotenlieder Berlinerfilharmonikerna, sångare Dietrich Fischer-Dieskau, dirigent Rudolf Kempe, 1955 |
| I. Nun will die Sonn' so hell aufgehn                                                                                   |
| |
| II. Nun seh' ich wohl, warum so dunkle Flammen                                                                          |
| |
| III. Wenn dein Mütterlein                                                                                               |
| |
| IV. Oft denk' ich, sie sind nur ausgegangen                                                                             |
| |
| V. In diesem Wetter, in diesem Braus                                                                                    |
| |